# Friedenspfeife

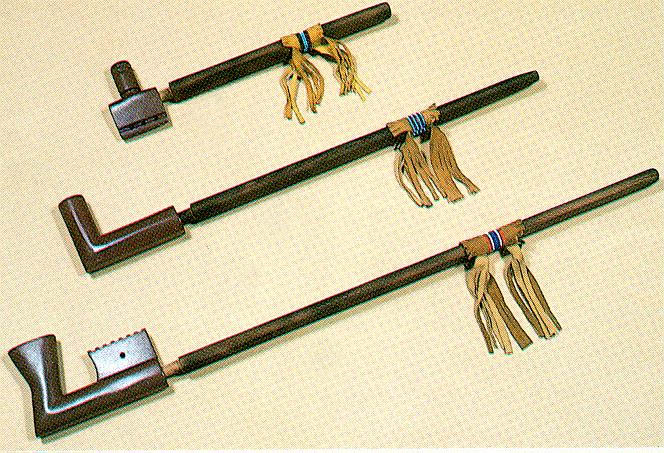
Indianerpfeifen

Die Friedenspfeife (Lakota Chanunpa Wakan, Cheyenne: He’ohko) oder Calumet beziehungsweise Kalumet (französisch chalumeau von nordfranzösisch calyme „Pfeifenrohr-Pflanze“ wie Symphoricarpos albus) ist eine bei einigen nordamerikanischen Indianerstämmen verwendete rituelle Pfeife. Ursprünglich stammt die rituelle Pfeife – die anfangs nur aus einem bemalten und mit Federn verzierten Rohr ohne Pfeifenkopf bestand – aus dem südöstlichen Kulturareal. Von dort aus haben sich sowohl die Pfeife als auch die damit verbundenen Rituale bei vielen Prärie- und Plainsstämmen verbreitet.

## Entstehung
Vermutlich ist die Friedenspfeife aus rituell verwendeten Saugrohren entstanden. In dieser Form war sie bloß ein Rauchrohr ohne Kopf. Manche Indianerstämme entfernten damit Krankheitsstoffe aus dem Körper. Andere Gruppen verwendeten das Saugrohr zur Jugendweihe der Mädchen als Wassertrinkrohr, weil sie das Wasser nicht mit ihren Lippen berühren durften. Erst später erhielt das Rauchrohr einen Kopf, der aus Catlinit geschnitten war, einem Tonstein aus den heiligen Steinbrüchen im heutigen Minnesota.

## Religion
In vielen Indianerstämmen an der atlantischen Küste, in den Flussniederungen am Golf von Mexiko und in den Wäldern des Appalachengebirges war der Glaube an ein mit dem Himmel oder mit der Sonne verbundenes höheres Wesen weit verbreitet. Bei der Religionsausübung spielte die Friedenspfeife eine wichtige Rolle: Der Medizinmann steht in der Mitte seines Stammes und hält eine Friedenspfeife in seinen Händen. Er nimmt einen tiefen Zug und bläst den Rauch hoch in Richtung Sonne. Die Indianer widmen den ersten Zug aus ihrer Friedenspfeife stets der Sonne. Sie wird als himmlische Vatergestalt – als männliche Macht – verehrt.

## Ritual

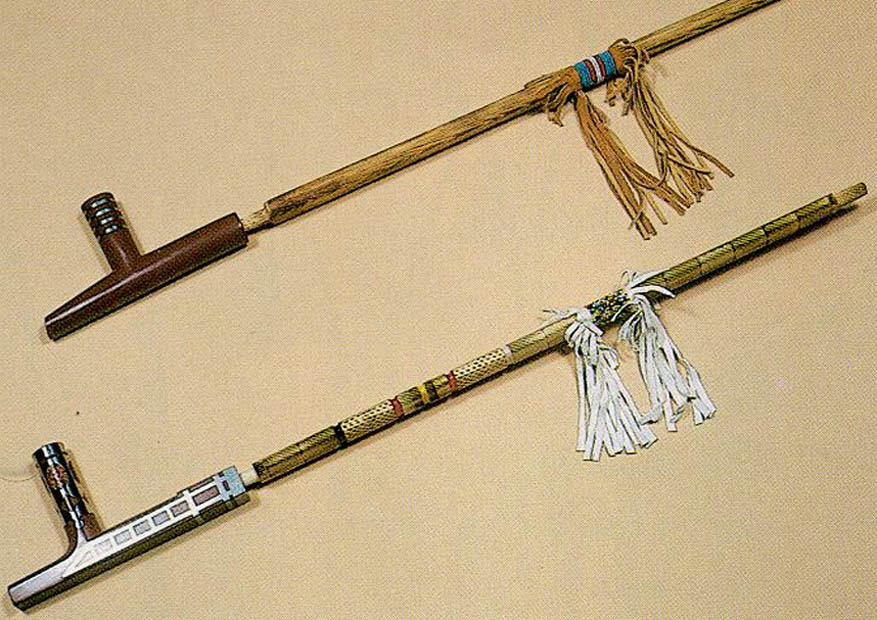
Pfeifen, deren Aussehen die nordamerikanischen Siedler von Indianerpfeifen übernahmen

Das Neue Wörterbuch der Völkerkunde definiert den Begriff Ritual wertneutral als „Gesamtheit nichtalltäglicher Handlungen, die mit traditionell festgelegten Ablauf zu bestimmtem Anlass vollzogen werden“. Kollektives Rauchen kann Element eines mehrphasigen Ritualgeschehens sein. In diesem Sinne ist die indianische Friedenspfeife zu verstehen, die nach erfolgreichen Verhandlungen die Runde macht. Rituale dienen der Konfliktbewältigung, sie stiften Identität und haben sowohl gruppenbindenden als auch gruppenbestätigenden Charakter.
Während des Stopfens der Pfeife werden Süßgras und Salbei verbrannt. Der Rauch soll positive und negative Energien anziehen und böse Geister verjagen. Die Heilige Pfeife wird von Norden nach Süden und von Osten nach Westen durch den Rauch gezogen und im Uhrzeigersinn in alle sechs Himmelsrichtungen (Westen, Norden, Osten, Süden, oben/Himmel und unten/Erde) gehalten. Dann wird sie angezündet und es werden vier Züge für die Großväter der vier Himmelsrichtungen geraucht. Anschließend wird sie, wieder im Uhrzeigersinn, durch den Kreis der Versammelten gereicht.
Ein wichtiger Ritualgegenstand ist auch der Pfeifenbeutel, der nach der Überzeugung der Lakota positive und negative Energien speichert und die Pfeife so in einem ständigen Energiefeld hält. Durch die Fransen, die bis zur Erde reichen, werden Erdkräfte aufgenommen und in den Beutel geleitet. Die Urpfeife wird zusammen mit verschiedenen Gegenständen, zum Beispiel der – laut Überlieferung der Lakota – ersten von Menschen gefertigten Pfeife, in einem Medizinbeutel aufbewahrt, und von einem dazu bestimmten Hüter geschützt. Der 19. Hüter, Arvol Looking Horse, verwahrt sie mit anderen heiligen Gegenständen in einem eigens dafür errichteten achtseitigen Haus. Der Beutel wird nur unter besonderen rituellen Vorkehrungen und zu besonderen Anlässen, zum Beispiel nach dem Sonnentanz, der Öffentlichkeit gezeigt.
In der Wissenschaft wird vermutet, dass in der Menschheitsgeschichte das rituelle Verbrennen von Tabak und anderen aromatischen Pflanzen mit psychotropen Wirkungen den Beginn des eigentlichen Rauchens markiert. Das am weitesten verbreitete Rauchutensil dieser Zeit ist die mit Federn geschmückte Calumet, die volkstümlich als Friedenspfeife bezeichnet wird.

## Symbolik
Der Legende der Lakota nach wurde sie den Menschen durch die mythische Figur Weiße Büffelkalbfrau (Whope) geschenkt, zusammen mit den Sieben Riten. Der Tradition entsprechend symbolisiert die Pfeife den Menschen, der auf der Achse der Welt steht. Der Pfeifenkopf steht für Mutter Erde, der Pfeifenstiel für das menschliche Ich und den Evolutionsweg des Menschen. Das Pfeifenrohr wird aus dem Holz der Weißesche hergestellt, die das gesamte Pflanzenreich vertritt. In der Vereinigung dieser Kräfte steigt mit dem Rauch, der Seele, das Gebet der Menschen auf zum Großen Geist. Die Pfeife stellt in dieser Vorstellung eine Nabelschnur dar, die den Menschen mit dem Universum verbindet. Wie bei den anderen Zeremonien ist auch bei der Friedenspfeife das Bewusstsein von Ganzheitlichkeit, von Kreisprozessen und von der Verbindung der Pole ein wesentliches Element.
Die Friedenspfeife ist ein typisches Symbol des „Indianers an sich“. Als zentrales Symbol dienten die Stammespfeifen der Vermittlung zwischen dem Häuptling einerseits und den Schutzgeistern sowie Göttern andererseits. Außerdem war sie ein Symbol der Gastfreundschaft. Oft gehörte der für die Pfeife Verantwortliche zu den einflussreichsten Männern seines Stammes. Manche Indianergruppen – wie die Pawnee, Iowa und Ponca – verwendeten die Pfeife nur paarweise. Diese Art der Verwendung stand für die Zweiteilung der Welt, wie Himmel und Erde, Mann und Frau oder Tag und Nacht. Auch die Verzierungen der Pfeife folgten einer strengen Symbolik. Eulenfedern symbolisierten die Nacht, Adlerfedern den Tag und rote Rillen auf der Unterseite standen für den „Pfad des Friedens“. Die Calumet war den Indianern heilig, sie wurde über den Angehörigen eines Stammes geschwenkt, um ihnen zu Frieden, Glück und Reichtum zu verhelfen. Europäer erkannten schnell die große Bedeutung dieses Symbols und verwendeten die Friedenspfeife zur Durchsetzung ihrer Ziele, also wie eine Form des Diplomatenpasses.

### Streitschlichtung
In außerindianischer Rezeption ist die Friedenspfeife ein gebräuchliches Symbol für eine Streitschlichtung. Die Friedenspfeife wurde bei den Prärieindianern „Heilige Pfeife“ genannt und diente mehreren indianischen Ethnien – wie zum Beispiel den Lakota, Cheyenne oder Pawnee – zum Gebet und als Ritualobjekt. Die „Heilige Pfeife“ wurde vor allem zu Friedensabschlüssen, zur „Besiegelung“ von Freundschaften und während des Abschlusses von Verhandlungen, Geschäften und Verträgen geraucht; oftmals verbunden mit einem „Kalumettanz“. Daher prägten die weißen Siedler, die in diesen Zusammenhängen mit dem Ritual in Berührung kamen, den Begriff Friedenspfeife. Diese Identifikation mit dem Frieden hat vermutlich die Popularität der Friedenspfeife begründet, die konfessionelle Grenzen überwindet. Im Oktober 1986 beteten Religionsführer gemeinsam für den Frieden: „So erlebte man – in gemeinsamer friedlicher Runde gleichen Ranges sitzend – den Papst neben dem buddhistischen Dalai Lama, dem anglikanischen Erzbischof von Canterbury und dem russisch-orthodoxen Metropoliten von Kiew, mit dem jüdischen Oberrabbiner von Rom und dem islamischen Scheich aus Marokko, mit der Vizepräsidentin des Lutherischen und dem Präsidenten des Reformierten Weltbundes, mit den indischen Oberpriestern des Zarathustra-Kultes, des Hinduismus und der Sikhs; da waren die Generalsekretäre von Methodisten, Baptisten und Quäkern vereint mit den orthodoxen Metropoliten aus Finnland und der Tschechoslowakei, mit langbärtigen Kirchenfürsten aus dem sowjetischen Armenien und aus Georgien, mit barfüßigen afrikanischen Animisten und federgeschmückten indianischen Medizinmännern aus Nordamerika, die am Ende feierlich ihre Friedenspfeife entzündeten. Es war der einzige Weihrauch des Tages.“